# Noches de salón
Noches de salón es el octavo álbum de estudio y primer álbum en vivo de la banda  mexicana Enjambre. Se lanzó al público el 1 de septiembre de 2023 en formato físico y digital en México. El disco recopila una serie de temas de sus álbumes anteriores versionadas e introducidas en el género de bolero, son cubano y danzón, principalmente.
Se compone de quince canciones, del cual se destacan sencillos como «Enemigo», «Cámara de faltas», «Elemento» y «Somos ajenos». Se distribuyó a través de DeGira. Los miembros del grupo se desempeñaron como productores musicales.

## Antecedentes
La grabación del disco se realizó en el Salón Los Ángeles, uno de los salones de baile más antiguos de la Ciudad de México, lo que aportó un carácter íntimo y retro a la producción. Rafael Navejas, fue el director musical a cargo de los nuevos arreglos, que incluyeron sonidos de las décadas de 1940 y 1950, rindiendo homenaje a canciones clásicas.
En Noches de salón también se publicaron nuevos temas como «El vacío» y «Necrópolis», este último originalmente destinado para su álbum Imperfecto extraño de 2017. La fusión de lo nuevo con lo antiguo fue bien recibida por la crítica, incorporando ritmos como bolero, son cubano y danzón. Además, se anunció una gira promocional que abarcó toda la República Mexicana además de los Estados Unidos, Perú y Uruguay.

## Recepción
En el sitio web Rate Your Music recibió una puntuación de 4.03 sobre 5 estrellas.

## Lista de canciones
| N.º     | Título                              | Escritor(es)                           | Duración |  |
| 1.      | «Enemigo»                           | Luis Humberto Navejas                  | 4:22     |  |
| 2.      | «Cámara de faltas»                  | Rafael · Javier ·Ángel · Julián · Luis | 4:13     |  |
| 3.      | «Visita»                            | Luis Humberto Navejas                  | 3:42     |  |
| 4.      | «El vacío»                          | Rafael · Ángel · Julián · Luis         | 3:58     |  |
| 5.      | «Elemento»                          | Rafael · Javier ·Ángel · Julián · Luis | 3:50     |  |
| 6.      | «De nadie»                          | Rafael · Ángel · Julián · Luis         | 4:28     |  |
| 7.      | «Detéstame»                         | Rafael · Ángel · Julián · Luis         | 3:47     |  |
| 8.      | «Somos ajenos»                      | Julián · Luis                          | 3:52     |  |
| 9.      | «Manía cardíaca»                    | Luis Humberto Navejas                  | 4:27     |  |
| 10.     | «El ordinario»                      | Rafael · Javier ·Ángel · Julián · Luis | 4:39     |  |
| 11.     | «Tengo la piel cansada de La tarde» | Rafael · Ángel · Julián · Luis         | 3:18     |  |
| 12.     | «Tulipanes»                         | Rafael · Javier ·Ángel · Julián · Luis | 3:39     |  |
| 13.     | «sábado perpetuo»                   | Rafael · Ángel · Julián · Luis         | 4:18     |  |
| 14.     | «Necrópolis»                        | Rafael · Ángel · Julián · Luis         | 6:19     |  |
| 15.     | «El Derrumbe»                       | Rafael · Ángel · Julián · Luis         | 4:18     |  |
| 1:03:10 |                                     |                                        |          |  |

## Historial de lanzamiento
| País   | Fecha                   | Formato(s)            | Sello  | Ref.  |
| ------ | ----------------------- | --------------------- | ------ | ----- |
| México | 1 de septiembre de 2023 | CD + Descarga digital | DeGira | [ 5 ] |